# Johannes Krötenheerdt
Johannes Krötenheerdt (* 16. Mai 1933 in Thüringen; † 18. Januar 2014) war ein deutscher Physiker und Hochschullehrer.

## Leben
Krötenheerdt stammte von einem alten thüringischen Bauerngeschlecht ab, das in der Gegend von Zickra, Clodra und Dittersdorf beheimatet war.
Während und nach seinem Studium beschäftigte sich Krötenheerdt mit Strömungsmechanik und Aerodynamik.
Er war an einer geheimen Mission beteiligt in der die DDR versuchte einen Flugzeugtyp zu entwickeln.
Diese Mission scheiterte und wurde nach zwei Abstürzen und einem Triebwerksbrand abgebrochen.
Es folgten Untersuchungen über das Strömungsverhalten von Flugkörpern in der Luft und Torpedos im Wasser.
1961 gründete Krötenheerdt das Organisations- und Rechenzentrums der Martin-Luther-Universität Halle-Wittenberg und wurde dessen Direktor.
Diese Position füllte er mehr als 30 Jahre aus.
Krötenheerdt war beteiligt an der Entwicklung, Fertigung und Programmierung des ZRA 1.
1967 promovierte Krötenheerdt an der Martin-Luther-Universität Halle-Wittenberg zum Dr. rer. nat. mit einer Arbeit zum Thema Ermittlung von schallnahen symmetrischen Profilströmungen mit zwei Staupunkten nach der Hodographenmethode.
1978 habilitierte sich Krötenheerdt mit einer Arbeit zum Thema Ein Beitrag zur methodisch konzeptionellen Realisierung dialogfähiger Rechnersysteme kollektiver Nutzung mit Anwendungsorientierung auf den Lehrprozess.
1986 organisierte Krötenheerdt eine internationale Konferenz zum Thema Der Computer als intelligentes Arbeitsmittel an der Universität Halle und gab die dort gehaltenen Vorträge als Buch heraus.
Der westdeutsche Verein Computerhilfe organisierte eine IBM/38 mit zwei 560-MB-Plattenstationen für Krötenheerdts Rechenzentrum.
Dazu mussten Anfang 1990 hohe bürokratische, staatliche und politische Hürden überwunden werden.
Durch einen hämischen Artikel im Spiegel, in dem sich die Überheblichkeit des Westens gegenüber dem Osten ausdrückte, wären um ein Haar alle Bemühungen der beteiligten Seiten im letzten Moment zunichtegemacht worden.
Von 1960 bis 1991 war Krötenheerdt Herausgeber der Zeitschrift Beiträge zur Informationsverarbeitung aus dem Organisations- und Rechenzentrum der Martin-Luther-Universität Halle-Wittenberg.
1995 war Krötenheerdt Geschäftsführer einer deutschen Windkraftanlagen-Firma.
Im Jahr 2007 veröffentlichte Krötenheerdt eine zweibändige Chronik über seine Heimat, das Dreieck Zickra, Clodra, Dittersdorf.
Krötenheerdt war verheiratet und hatte Kinder, Enkel und Urenkel.
Er hatte einen älteren Bruder, Otto Krötenheerdt (1929–2018), der ebenfalls in Halle Professor war.

## Werke
- Im Schatten der Dorflinde: ein Bauernepos, Chronik der Ortschaften Zickra, Clodra, Dittersdorf, 2 Bände, 2007, Eigenverlag
- Beiträge zur Informationsverarbeitung aus dem Organisations- und Rechenzentrum der Martin-Luther-Universität Halle-Wittenberg, 1980–1991, mehr als 28 Ausgaben, als Herausgeber
- Konferenzbeiträge der Konferenz Der Computer als intelligentes Arbeitsmittel, 1986
- Ein Beitrag zur methodisch konzeptionellen Realisierung dialogfähiger Rechnersysteme kollektiver Nutzung mit Anwendungsorientierung auf den Lehrprozess, 1978, Halle